# Tephrodornis affinis
Tephrodornis affinis là một loài chim trong họ Prionopidae.